# Friedrich (Glasmacher)

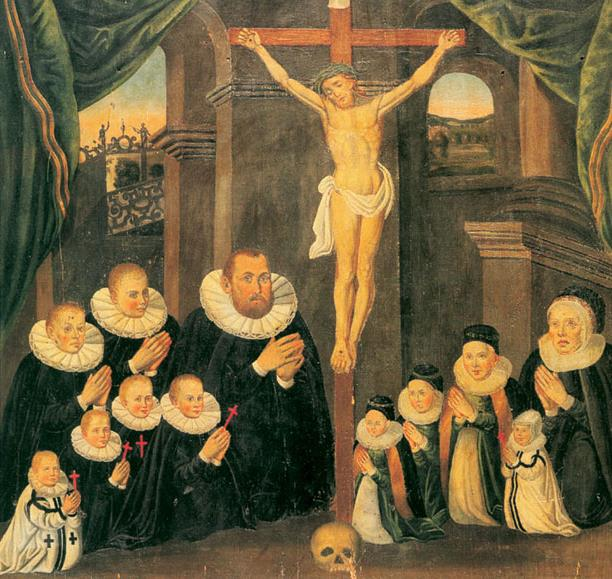
Glashüttenmeister Martin Friedrich der Jüngere mit seiner Familie (um 1596).

Die Friedrich sind ein bedeutendes deutschböhmisches Glasmachergeschlecht. Von ihrem Ursprung am Ende des Hochmittelalters in Nordböhmen bis zu den heute weit verbreiteten Zweigen waren stets Mitglieder dieser Familie im Glasgewerbe tätig. Damit bilden sie die wahrscheinlich älteste bekannte Glasmacherfamilie der Welt.

## Geschichte

### Spätmittelalter
In den 1990er Jahren entdeckten Archäologen in der Wüstung Friedrichsdorf im nördlichsten Böhmen eine Glashütte, die bereits um 1250 arbeitete. Neueren Forschungen zufolge verdankt dieser Ort seinen Namen wahrscheinlich dem Lokator und ersten Hüttenmeister Friedrich.
Die erste bekannte urkundliche Erwähnung einer Friedrichschen Glashütte datiert von 1433.

### Neuzeit
Nordböhmen blieb bis zum Jahre 1689, als ihre berühmte Hütte in Oberkreibitz (Horní Chřibská) in andere Hände überging, einer der wichtigsten Wirkungskreise der Glaskünstler Friedrich. Oberkreibitz war die führende Glashütte in der Zeit des mitteleuropäischen
Renaissanceglases. Martin Friedrich der Jüngere avancierte damals zum Glasmeister des brandenburgischen Kurfürsten und des kunstsinnigen Kaisers Rudolf II.

## Verbreitung
Wie alle Glasmacherfamilien waren auch die Friedrich wanderlustig. Sie finden sich daher in fast allen Glaszentren der Neuzeit vor allem im östlichen Mitteleuropa. In insgesamt zehn heutigen europäischen Staaten sind oder waren Mitglieder der Familie Friedrich als Glasmacher tätig. Ihre Hüttenmeisterdynastien in Schlesien, der Grafschaft Glatz und Ostböhmen, im Bereich der Böhmisch-Mährischen Höhe, in Tirol und der Untersteiermark schrieben Glasgeschichte.

## Bedeutende Abkömmlinge

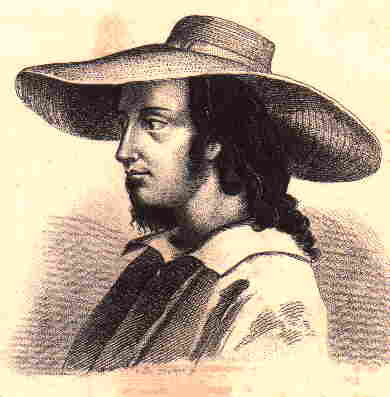
Thaddäus Haenke

- Martin Friedrich der Jüngere (um 1550–1612), Hüttenmeister in Oberkreibitz und Glasmeister von Kaiser Rudolf II und von Kurfürst Joachim Friedrich (Brandenburg)
- Thaddäus Haenke (1761–1816), Forschungsreisender und Universalgelehrter (u. a. Geograph, Botaniker, Astronom, Chemiker, Musiker und Philosoph)[2]
- Friedrich Egermann (1777–1864), Glasmaler, Glastechnologe und Unternehmer[3]